# Stazione di Castellammare di Stabia (Circumvesuviana)
La stazione di Castellammare di Stabia è una stazione della ferrovia Circumvesuviana, sita nell'omonimo comune.
Si trova sulla ferrovia Torre Annunziata-Sorrento.

## Storia
Inaugurata nel 1934 e situata al centro di Castellammare di Stabia, fu progettata da Marcello Canino. Al nome principale della stazione fu successivamente aggiunta la denominazione "Ville Romane di Stabiae". 
Nella stazione si contano tre binari passanti, sebbene per il servizio viaggiatori ne vengano utilizzati due, ed uno tronco. 
Nell'impianto è inglobata anche la stazione di valle della Funivia del Faito.

## Movimento

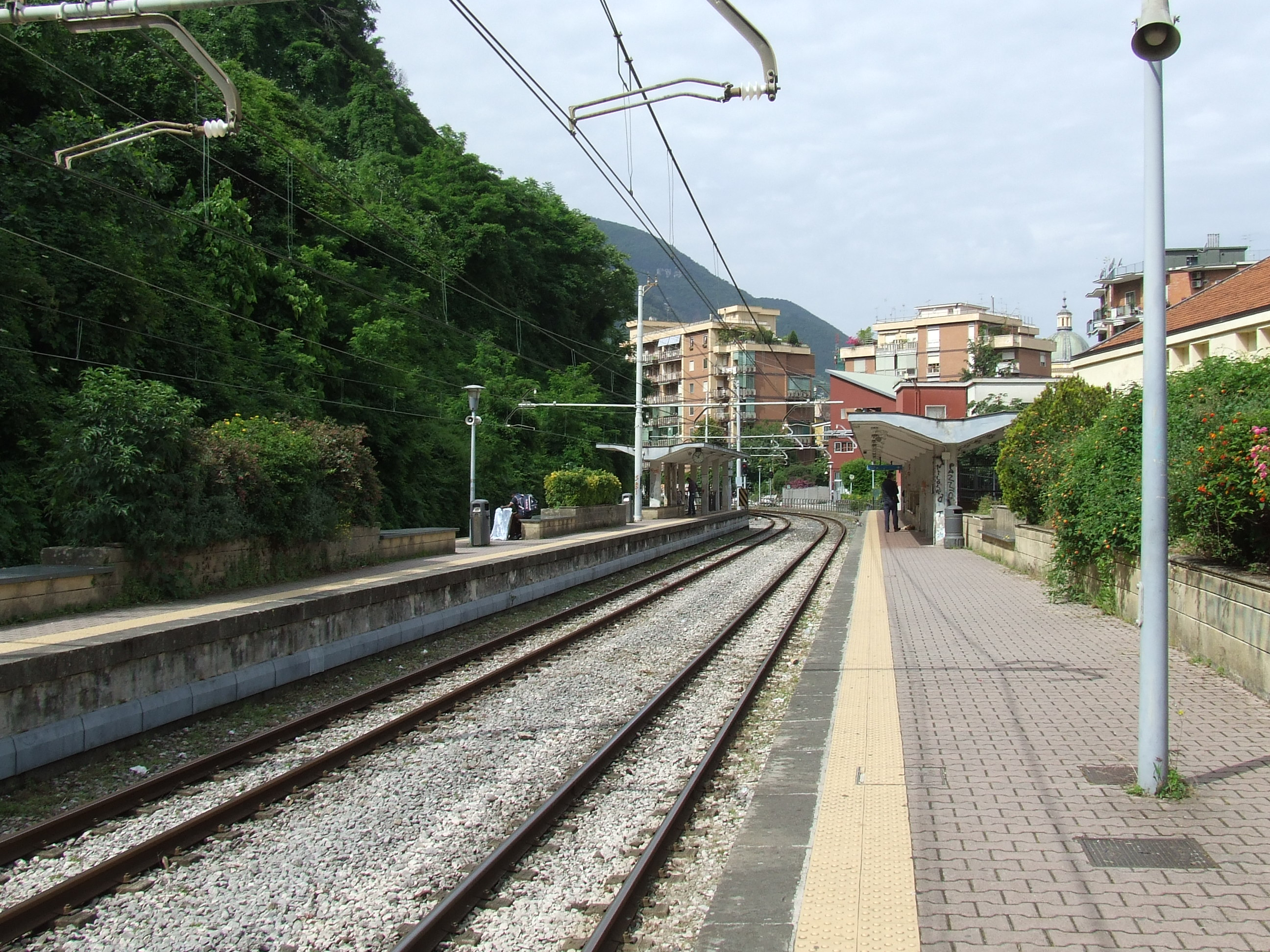
Stazione di Castellammare di Stabia - area banchine

Nella stazione fermano tutti i treni diretti a Napoli ed a Sorrento.
La stazione di Castellammare di Stabia è inserita in un progetto denominato "Metro Stabia" che prevede la ristrutturazione dell'impianto e la realizzazione di un ascensore verticale per il collegamento alle Nuove Terme.

## Servizi
La stazione dispone di:
- Biglietteria
- Bar
- Servizi igienici

## Interscambi
La stazione permette i seguenti interscambi:
- Fermata autobus
- Funivia del Faito

Tra il 1921 e il 1946 la località era servita da una fermata della tranvia Castellammare di Stabia-Sorrento.